# 安德烈·日丹諾夫
安德烈·亚历山德罗维奇·日丹諾夫（俄語：Андрей Александрович Жданов，羅馬化：Andrey Aleksandrovich Zhdanov，發音：[ɐnˈdrej ɐlʲɪˈksandrəvʲɪtɕ ˈʐdanəf]；1896年2月26日—1948年8月31日），斯大林时期主管意识形态的苏联主要领导人之一。

## 生涯
日丹諾夫于1915年加入布爾什維克黨並在随后連升數級。1934年基洛夫被暗殺後，日丹諾夫成為了列宁格勒第一書記，並增補為政治局候補委員。1936年，大清洗時他簽署了176份處決名單，並在8月和斯大林解除了雅戈達的内务人民委员部主席的職務。1937年3月，日丹諾夫宣布所有省級黨委書記都有重新選舉，通過這個手段清洗黨員。1938年9月，被任命为改组后的中央委员会宣传鼓动部部长，期间他强力推行藝術作品社会主义化。1938年7月至1947年6月，他担任俄罗斯苏维埃联邦社会主义共和国最高苏维埃主席，苏联海军军事委员会成员。
他的崛起恰好与葉若夫的倒台相吻合。在党的第十八次代表大会上，日丹诺夫指出，"除了镇压以外的其他手段可以用来执行"国家和劳动纪律"。日丹诺夫发表了一个重要讲话，其中他提议"既然资本主义分子已经被消灭，那么就废除党的大规模清洗"。1939年3月大会结束时，日丹诺夫被提升为政治局的正式成员，兼任中央委员会秘书。6月29日，他在《真理报》上发表了一篇署名文章，表达了他所谓的"个人"观点，即英国和法国并不认真希望与苏联建立军事联盟，"我的朋友们并不同意"。现在回想起来，这是三个月后苏联签署《莫洛托夫-里宾特洛甫条约》的第一个公开暗示。
1940年6月日丹諾夫前往愛沙尼亞，督導建立當地的苏维埃政權并促进波羅的海週邊國融入蘇聯。 
第二次世界大戰時，日丹諾夫負責列寧格勒防衛抵抗德軍。1944年9月4日他在莫斯科主持了蘇聯與芬蘭的停戰協定，並以盟軍戰勝國代表身份代管芬蘭政府，直到1947年巴黎和約簽訂后蘇聯退出芬蘭。  
1946年起，史達林派日丹諾夫負責蘇聯文化政策推動與制訂。他上任后的首项举措是于1946年12月指使迫害苏联的异见文学家，如安娜·阿赫玛托娃及米哈伊尔·左琴科。日丹諾夫曾称阿赫玛托娃是“妓女、修女”、“卑鄙的文痞”。
1947年他組織蘇聯共產黨情報局，團結聯絡歐洲各國共產黨。1948年2月起，他開始批判整肅音樂家，特別批判所谓音樂界作曲的「形式主義」（只為音樂而創作音樂）不服膺社會主義「為人民服務」理念的作风。肖斯塔科维奇、普罗科菲耶夫、哈恰图良都因此受到批判。
1948年他病逝於莫斯科；音樂家高薩契夫在自回憶錄裡打趣說：「日丹諾夫再也不能管他喝多少酒，及監視他一整天生活作息；也許史達林應該阻止日丹諾夫喝多少酒、還是改喝果汁，日丹諾夫也許可以因此有益健康多活幾年」； 蒙特費奧雷認為史達林要對日丹諾夫的死負最大責任，原因是日丹諾夫無法接掌芬蘭共產黨的事業 史達林曾經屬意日丹諾夫為他政治繼承人，但是日丹諾夫健康日壞，無法再承擔政務重任；再者貝利亞與馬林科夫也為爭奪史達林權力寶座而排擠日丹諾夫。 
他兒子尤里（1919-2006）於1949年娶了史達林女兒斯维特兰娜·阿利卢耶娃因此結為兒女親家，但在一年後的1950年就離婚，他們有個女兒名為葉卡捷琳娜。

## 日丹諾夫主義
1934年8月苏联第一次作家代表大会时，日丹诺夫提出“社会主义现实主义是苏联文学创作和文学批评的基本方法，要求文学创作为意识形态服务，并载入《苏联作家协会章程》。日丹诺夫于是展开了对大批作家和文人的批判、斗争和镇压。而日丹诺夫主义则导致对一批苏联著名作家艺术家，包括左琴科、阿赫玛托娃、肖斯塔科维奇的批判。
1946年，日丹諾夫提出了有关文化的思想，被称为日丹諾夫主義，对苏联的直接影响持续到50年代晚期。日丹诺夫主义涉及文艺问和哲学问题。他的主張大量減少了該域的文化，改以簡單、科學性的圖表或符號來象徵某些道德價值。它要求“艺术描写的真实性和历史具体性必须与社会主义精神从思想上改造和教育劳动人民的任务结合起来。”同时要求“在現實的描繪之中展現出明亮的歷史遠景”，用政治宣判的方式解决文学问题，反对资产阶级意识形态，鼓吹“无冲突论”。他提出文学家应以政策为创作指针。日丹诺夫重申了列宁与斯大林以苏维埃制度为指针的要求，要求党员作家“站在党的立场，站在党性和党的政策的立场”。
1947年，在讨论亚历山大洛夫著《西欧哲学史》时，日丹诺夫将唯物主义和唯心主义“两军对垒”确立为哲学史的定义。他认为哲学史是唯物主义与唯心主义斗争的历史，实际上用斯大林主义的政治逻辑去规范哲学史研究，从而让本应客观公正的哲学史研究顺从于政治权力。日丹诺夫于是被苏联人视为了马克思主义理论权威，代表斯大林和苏共中央所作的有关哲学史教材的发言被视为马克思主义经典。50年代末日丹諾夫死后，被打壓的蘇聯藝術界再次復甦，產生了大量抽象與創造性的作品。

## 纪念
他的出生地马里乌波尔曾在史達林的影響下改為日丹諾夫市，並在市中心廣場樹立紀念碑。直到1989年再度改回马里乌波尔，而紀念碑則在1990年拆除。